# Hedvig Christina Creutz
Hedvig Christina Creutz, född 31 augusti 1728, död 10 december 1819 i Nyköping, Södermanlands län, var en svensk grevinna.

## Biografi
Hedvig Christina Creutz föddes 1728. Hon var dotter till majoren Carl Creutz och Barbro Helena Wrede af Elimä. Creutz var stiftsjungfru och blev 19 augusti 1784 priorinna i Vadstena adliga jungfrustifts avdelning i Norrköping. Hon avled 1819 i Nyköping.
Creutz gifte sig 30 juli 1754 i Pärnå socken med överstelöjtnanten Göran Carl Ulfsparre af Broxvik (1721–1781).